# فيكتور هوغو مونزون
فيكتور هوغو مونزون (بالإسبانية: Víctor Hugo Monzón)‏ هو مدرب كرة قدم ولاعب كرة قدم غواتيمالي في مركز الدفاع، ولد في 12 نوفمبر 1957 في مدينة غواتيمالا في غواتيمالا. شارك مع منتخب غواتيمالا لكرة القدم. أما مع النوادي، فقد لعب مع ميونيسيبال ونادي أورورا.

## وصلات خارجية
- فيكتور هوغو مونزون على موقع الاتحاد الدولي (مؤرشف)  (الإنجليزية)
- فيكتور هوغو مونزون على موقع ناشيونال فوتبول تيمز (الإنجليزية)
- فيكتور هوغو مونزون على موقع عالم كرة القدم.نت (الإنجليزية)
- فيكتور هوغو مونزون على موقع أوليمبيديا (الإنجليزية)